# Durabrand
A Durabrand é uma marca criada no início de 2003, para venda exclusiva no supermercado Wal-Mart dos Estados Unidos da América, Canadá e Reino Unido, mas tem crescido e já está disponível em outros países onde o Wal-Mart possui lojas. O significado na marca remete à durabilidade por um preço acessível. Tal como a maioria das marcas genéricas, a Durabrand é constituída por uma série de fabricantes diferentes, como Lenoxx Sound, Alco, Funai (que incluiria também Emerson, Sylvania, e Symphonic), Orion, Maxell, Resonance, Initial Technology, dentre outras.
A Durabrand tem algumas "Empresas Rivais", apesar dos preços baixos, os seus produtos são acompanhados por outras marcas como a 'Wal-Mart iLO' (marca considerada como um concorrente grande, oferece MP3 players, TVs de Plasma), a marca Target's TruTech, e de uma forma, K-Mart O ex-Curtis Mathes / White-Westinghouse (em meados dos anos 90) já eram marcas essenciais. Devido ao fato de que todas essas são marcas de lojas, essas lojas estão frequentemente competindo para chegar aos seus compradores. Além de suas marcas, A Durabrand é acompanhada pelas marcas Coby Electronics, jWIN, GPX, e outras marcas de produtos eletrônicos de baixo custo. A Durabrand oferece equipamentos de áudio (CD players, Relógios Despertadores, Boomboxes e Home Theaters), equipamentos de vídeo (Videocassetes, DVD Players e Televisores) e equipamentos de Informática (Notebooks). No entanto, está recentemente focada em eletrodomésticos, tais como equipamentos de cozinha, Telefones, Aspiradores, Liquidificadores, Sanduicheiras, e outros eletrodomésticos.

## Produtos
- Mídias (CD-R, CD-RW, DVD-R, DVD-RW).
- Videocassetes.
- Minisystems e Sistema de Home Theater em uma Caixa.
- Boomboxes: A Durabrand vende uma variedade de boomboxes. Com rádio AM / FM, Com um deck para fitas cassetes para modelos com CD Player e alguns modelos compatíveis com o formato MP3.
- CD players (com ou sem proteção eletrônica de avanço): A Durabrand tem uma grande variedade de CD players portáteis. Desde os modelos mais básicos sem proteção anti-salto até modelos com  sintonizador de rádio, compatíveis com MP3, ou acompanhando de um kit para Carros - consistindo de um adaptador de 12 volts e adaptador de Sinal para Cassete.
- DVD Players: Existem três tipos diferentes de DVD players vendidos pela Durabrand. Um tipo é o componente DVD player que é conectado a uma TV com entradas A / V (devido a ser um risco de incêndio, este produto foi recuperado em 20 de agosto de 2009).[1]
- Televisores: A Durabrand vendia TVs monocromáticas portáteis (Descendentes da Lenoxx Electronics Corporation), mas hoje só é comercializada pela Lenoxx. Atualmente a Durabrand comercializa televisores coloridos de tamanhos moderados (13 polegadas a 27 polegadas) fabricado pela Funai Electric.
- Aparelhos domésticos: Eletrodomésticos para casa, como: Batedeiras, Cafeteiras, Adegas Refrigeradas e outros equipamentos gerais para casa.
- Telefones: Modelos básicos, modelos com ID e Secretaria eletrônica.
- Áudio para Carros: Aparelhos e conjuntos.
- Caixas de Som para Computador: Modelos Básicos e com Alimentação de Energia por Conexão USB.
- Cafeteiras.
- Rádio de dois canais, conhecidos como "Walkie Talkies" .
- No Brasil a Durabrand Comercializa diversos aparelhos eletrônicos, como: Filtros de água eletrônicos, Home Theater, DVD Players, MP3 Players, câmeras digitais, mini-systems, boom-boxes, televisores, Notebooks, Fritadeiras Eletricas 1lts e Etc...

## Logotipo da Marca
- Atualmente a Durabrand é identificada por uma versão estilizada de uma letra D. As primeiras embalagens eram verdes, mas os produtos fabricados depois de 2004 receberam a cor Vermelha em suas embalagens.

## Produtos e Fabricantes
- Os notebooks no Brasil são fabricados pela CCE informática.
- Os mouses e teclados são fabricados pela Bright.
- A maioria dos CD players portáteis e outros equipamentos de áudio atualmente são de distribuidores/fornecedores da Lenoxx Sound.
- Sistemas de Som Estéreo Fortes são produzidos pela Alco.
- Televisores eram produzidos pela Orion, atualmente são produzidos pela Funai Electric.
- Mídias Virgens atualmente são produzidas pela Maxell.
- Sistemas de Áudio para carros atualmente são produzidos pela Resonance.
- Alguns aparelhos de DVD Players tem origem da Initial Technology. Contudo, alguns modelos também tem origem da Lenoxx Sound e da Venturer.

## Revendedores
- Atualmente os produtos da Durabrand são comercializados nas lojas da Rede Hiper Bompreço e Wal-Mart. Também nos hipermercados BIG e NACIONAL pertencentes à rede WalMart na região sul do Brasil.